# Lene Asp Frederiksen
Lene Asp (født Lene Asp Frederiksen 1980 i Aalborg) er en dansk forfatter og digter.
Asp Frederiksen er BA i litteraturvidenskab og moderne kultur fra Københavns Universitet og MA i Radio fra Goldsmiths, University of London. Hun er desuden uddannet fra Forfatterskolen 2002.
Hun arbejder som freelance-redaktør, oversætter, kurator og radiojournalist. Hun har oversat Gertrude Stein til dansk og har siden 1999 udgivet poesi i diverse tidsskrifter. Hun debuterede i 2006 på Arena/Space Poetry under pseudonymet Lili W. Hur med bogen I Multiverset Er Demokratiet Enevælde (tekster skrevet sammen med Anders Bojen og Kristoffer Ørum), for hvilken hun modtog den smalle litteraturpris Bukdahls Bet i 2007.

## Udgivelser
- I Multiverset Er Demokratiet Enevælde, Arena/Space Poetry, 2006
- Strømme, Anblik, 2007 (Digte)
- Moræne, After Hand, 2010 (Digte)
- Lille håndbog for fortabte, Antipyrine (kortprosa)
- Sort, OVO Press